# 諾里奇市政廳

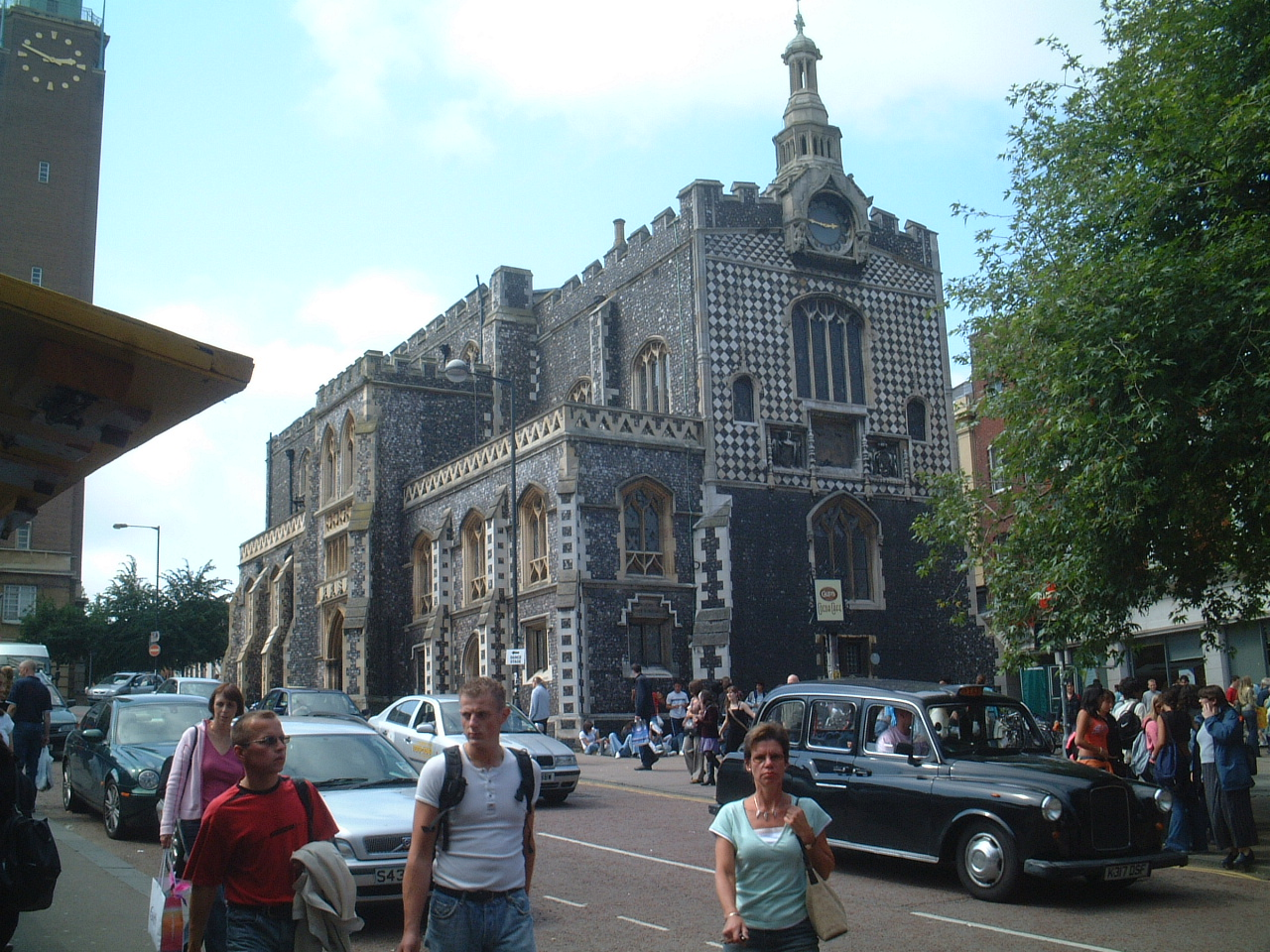
諾里奇市政廳

諾里奇市政廳（Norwich Guildhall）是英國英格蘭城市諾里奇的一座歷史建築。這座建築是英國的I級登錄建築。這座建築修建於1407年至1413年。

## 历史

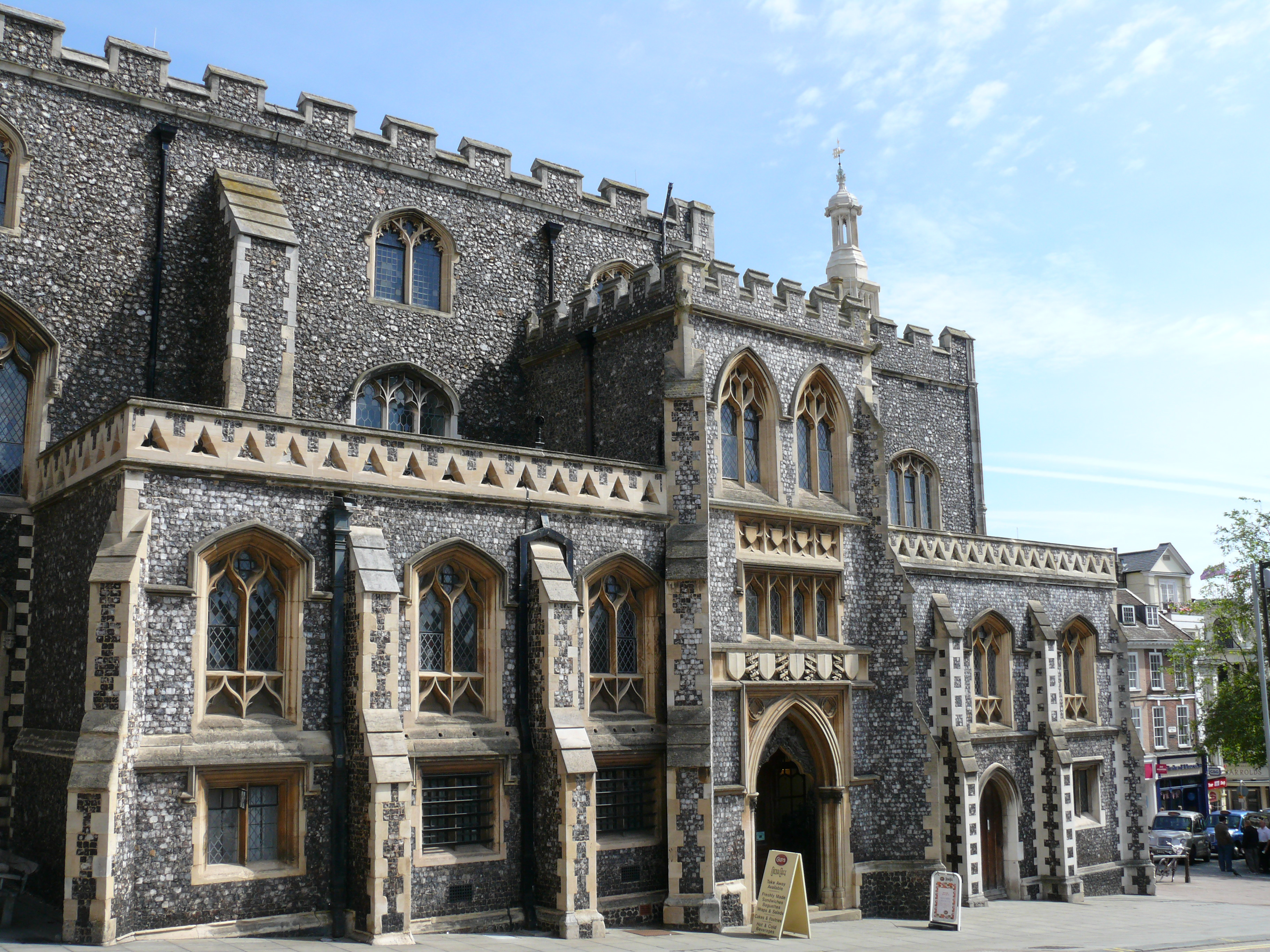
The porch added to the south side of the building in 1861

市政厅是在国王亨利四世授予诺里奇市特许状后委托建造的，赋予其从诺福克郡的自治权。该建筑建于 1407 年至 1413 年之间，很快成为新的公民聚会场所;诺里奇的第一任市长威廉·阿普尔亚德 （William Appleyard） 赠送了一棵“大树”用于建造它。议会厅的屋顶于 1511 年坍塌，但直到 1537 年才开始修复工作。
基督教殉道者托马斯·比尔尼 （Thomas Bilney） 被关押在地牢（现在的地下室）中，然后于 1531 年 8 月被烧死在火刑柱上。[6]这个时钟由克莱肯维尔的约翰·摩尔父子[7]于1850年4月送给市长亨利·伍德科克[8]的礼物，1861年，由城市测量师托马斯·巴里设计的大门廊被添加到建筑物的南侧。
2008年夏天，市政厅成为诺里奇 12 号倡议中的 12 座诺里奇历史建筑之一，该项目旨在开发诺里奇的综合遗产景点群。

## 外部連結
- Norwich 12
- Norwich City Council（页面存档备份，存于）

52°37′44″N 1°17′31″E / 52.629°N 1.292°E